# 正覚寺 (福岡市)

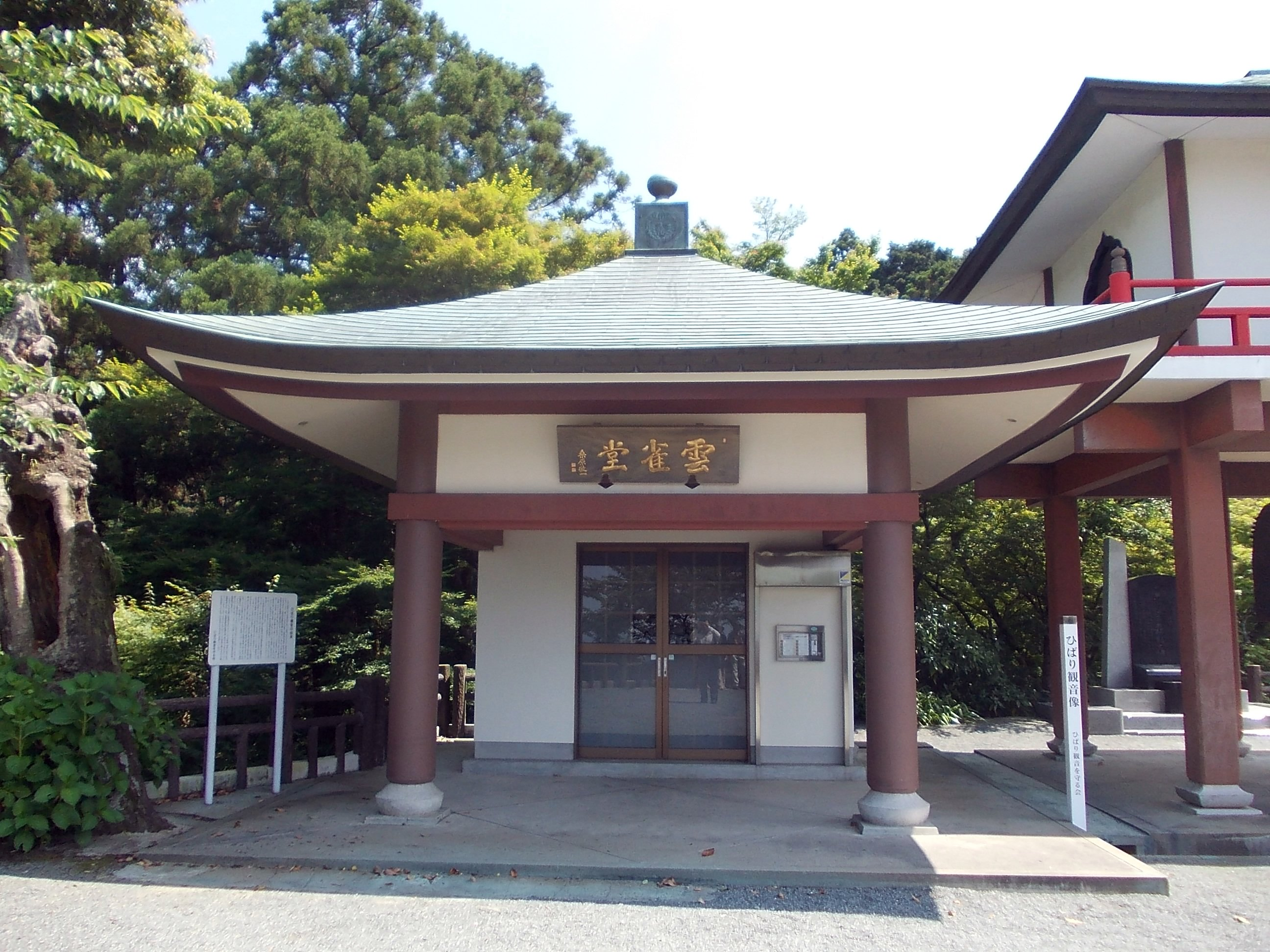
ひばり観音堂

正覚寺（しょうかくじ）は、福岡県福岡市城南区にある臨済宗東福寺派の寺院。山号は清賀山。本尊は聖観音菩薩。宗教法人名は油山観音（あぶらやまかんのん）。

## 歴史
伝承によれば、正覚寺は、天平年間（729年～749年）西域（中央アジア）の僧清賀上人が白椿で千手観音像を刻み一庵を結んだことが始まりと云われる。清賀上人が椿の実から油を搾る燈油製法を伝えたとされることから油山、油山観音の語の由来ともなった。当初は泉福寺と号した。
その後は勅によって720坊、七堂伽藍、付近一帯12万石余の寺禄という興隆をみたとも伝えられるが、戦国時代の天正年間（1573年～1592年）に龍造寺隆信の兵火にあい焼失する。その後元禄期に観音堂・客殿・鐘楼堂・庫裏などの諸堂宇が再建され、それに伴い元禄7年（1694年）に正覚寺と改められた。前述のとおり、宗教法人名は油山観音となっている。
本堂に安置された木造聖観音坐像は山岳信仰の対象で、1906年（明治39年）に重要文化財（旧国宝）に指定された。2009年（平成21年）10月4日に盗難に遭ったが、3か月後の2009年12月に発見された。福岡県内の重要文化財が盗まれたのはこれが初めてである。残された靴跡から犯人は複数であり、本堂の南京錠を切断して盗み出したと推定されている。
境内には1994年（平成6年）に建立された「ひばり観音堂」があり、これは歌手の美空ひばりをまつったものである。
毎年2月1日には「油山粥開き」が行なわれている。小正月から15日間、本堂に放置された小豆粥の状態により、その年の気象や作柄を占う行事である。

## 文化財

### 重要文化財（国指定）

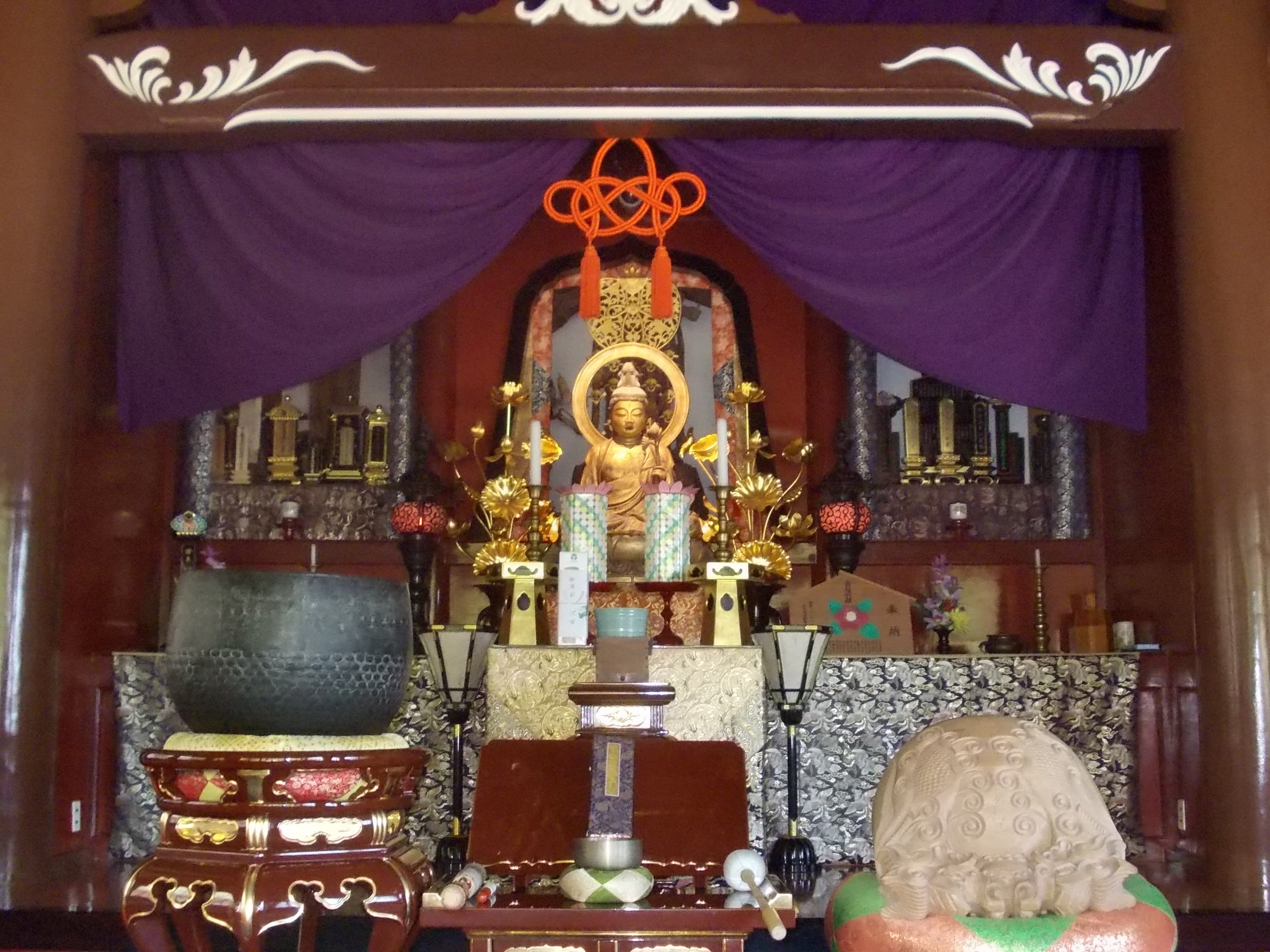
木造聖観音坐像

- 木造聖観音坐像 - 像高約78cm、漆箔　南北朝時代作と推定

## 交通アクセス
- 地下鉄七隈線：福大前駅下車、徒歩30分
- バス：西鉄バス 油山団地口バス停下車、徒歩20分
- 自動車：福岡市天神より、車で30分（無料駐車場あり）